# Le Roman de Jim
Le Roman de Jim è un film del 2024 scritto e diretto da Arnaud e Jean-Marie Larrieu, adattamento cinematografico dell'omonimo romanzo del 2021 di Pierric Bailly, con protagonista Karim Leklou.

## Trama
Il mite galeotto Aymeric ritrova per caso dopo molti anni una sua vecchia conoscenza, Florence, incinta e rimasta sola, e tra i due si riaccende la fiamma. Sistematisi in una casa tra i monti del Giura, crescono amorevolmente il piccolo Jim, ma la felicità è interrotta qualche anno più tardi dall'arrivo di Christophe, il padre biologico del bambino. 

## Produzione
Ha avuto un budget di 3,8 milioni di euro. Le riprese sono cominciate il 17 maggio 2023 a Lione, ma si sono svolte per la gran parte nell'Alto Giura dove è ambientata la storia, tra cui a Coyron, Lons-le-Saunier, Saint-Claude e Bellecombe. Si sono concluse il 28 luglio seguente.

## Distribuzione
Il film è stato presentato in anteprima il 22 maggio 2024 nella sezione Cannes Première del 77º Festival di Cannes, venendo distribuito nelle sale cinematografiche francesi a partire dal 14 agosto 2024.

## Accoglienza

### Incassi
Il film ha richiamato oltre 400 000 spettatori in Francia.

## Riconoscimenti
- 2025 – Premio César[9]
  - Miglior attore a Karim Leklou
- 2025 – Premio Lumière[10]
  - Candidatura per il miglior film
  - Candidatura per il miglior attore a Karim Leklou